# Dianthus ferrugineus
Dianthus ferrugineus là loài thực vật có hoa thuộc họ Cẩm chướng. Loài này được Mill. mô tả khoa học đầu tiên năm 1768.